# HpH 304TS
Die HpH 304TS TwinShark ist ein doppelsitziges eigenstartfähiges Segelflugzeug des tschechischen Herstellers HpH Sailplanes in Kutná Hora. Der Segelflug-Index beträgt 119.

## Geschichte
Zur Luftfahrtmesse Aero im April 2017 in Friedrichshafen präsentierte die Firma HpH nach vier Jahren Konstruktions- und Bauzeit den Prototyp des Doppelsitzers HpH 304TS. Der Erstflug des Flugzeugs (Kennzeichen OK-7393) war sechs Jahre nach Projektstart am 25. Juli 2017 in Kolín mit dem Firmenchef Jaroslaw Potmesil. Auf der Segelflug-Weltmeisterschaft im August 2018 in Hosín gelang der Besatzung Ghiorzo/Dall’Olio auf dem Prototyp ein Tagessieg, bei der Weltmeisterschaft 2022 in Szeged erreichten Barszcz/Kornacki den zweiten Platz.
Der zweite Prototyp OK-5304, der der Serienversion entspricht, flog im Oktober 2019, im Juni 2020 der dritte (OK-0318).
Im Juli 2025 flog zum ersten Mal die Version 304ETS mit FES-Antrieb in der Rumpfspitze.

## Konstruktion
Das Segelflugzeug ist in Faserverbundbauweise hergestellt und hat eine 20 Meter spannende vierteilige Tragfläche mit Flaperons, Winglets und auf der Flächenoberseite ausfahrende, dreistöckige Schempp-Hirth-Störklappen. Das Flügelprofil PW10-145/125 wurde von der HpH 304S Shark abgeleitet, der Vorderrumpf mit der einteiligen nach rechts zu öffnenden Haube ähnelt der Binder EB29, für die HpH dieses Bauteil zur Verfügung stellte. Das Cockpit ähnelt der EB28. Das T-Leitwerk hat ein Höhenleitwerk mit den für die Shark-Reihe typischen nach unten gebogenen Randbögen. Das Hauptrad ist einziehbar, an den Flächenenden sind Rädchen für das Rollen mit abgelegter Tragfläche angebracht.

## Versionen
- 304MTS mit einem ausfahrbaren Antriebssystem von Binder Motorenbau mit einem Solo 2625/2 (47 kW) mit Zweiblattpropeller, eigenstartfähig
- 304JTS mit einem Strahltriebwerk als Hilfsmotor (Stand September 2020 noch in Entwicklung), nicht eigenstartfähig
- 304ETS mit einem Elektromotor und anklappbarem Propeller in der Rumpfspitze als Hilfsmotor (Stand Juli 2025 noch in Entwicklung), nicht eigenstartfähig[9]

## Technische Daten
| Kenngröße                   | HpH 304TS                     |
| --------------------------- | ----------------------------- |
| Besatzung                   | 2                             |
| Spannweite                  | 20 m                          |
| Höhe                        |                               |
| Flügelfläche                | 15,38 m²                      |
| Flügelstreckung             | 26,5                          |
| Rumpfhöhe                   |                               |
| Rumpflänge                  | 8,95 m                        |
| Rumpfbreite                 |                               |
| Flügelprofil                | PW10-145/125                  |
| Gleitzahl                   | 49 bei 69 kn (128 km/h)       |
| Geringstes Sinken           | 0,5 m/s bei 92 km/h           |
| Leermasse                   | 495 kg                        |
| max. Startmasse             | 850 kg                        |
| Wasserballast               | 240 l                         |
| min. Flächenbelastung       | 39 kg/m²                      |
| max. Flächenbelastung       | 55,5 kg/m²                    |
| Mindestgeschwindigkeit      | 68 km/h (bei Maximalzuladung) |
| Höchstgeschwindigkeit (vNE) | 275 km/h                      |